# Wortegem-Petegem
Wortegem-Petegem este o comună neerlandofonă situată în provincia Flandra de Est, regiunea Flandra din Belgia. Comuna Wortegem-Petegem este formată din localitățile Elsegem, Moregem, Ooike, Petegem-aan-de-Schelde și Wortegem. Suprafața sa totală este de 41,96 km².  La 1 ianuarie 2018 avea o populație totală de 6.440 locuitori.

## Personalități născute aici
- Tim Merlier (n. 1992), ciclist.

## Localități înfrățite
- Franța: Moringhem;
- Franța: Elsenheim;
- Africa de Sud: Velddrif.